# 微鬚奈氏鱈
微鬚奈氏鱈，為輻鰭魚綱鱈形目鼠尾鱈科的其中一種，分布於西北太平洋Suiko及Mnogovershinnaya海底山脈海域，屬深海底棲性魚類，深度1240-1400公尺，體長可達36公分，棲息在底層水域，生活習性不明。